# 土岐氏
土岐氏（ときし）は、武家・華族だった日本の氏族。清和源氏頼光流多田源氏の一流で平安時代末期に美濃国土岐郡に土着して土岐氏と称した。
土岐光衡が鎌倉の頼朝軍に加わったことによって鎌倉幕府の御家人となり、美濃国の守護となったことに始まる。
南北朝時代には足利氏に従って美濃国の守護として繁栄したが、戦国時代の1552年（天文21年）に土岐頼芸が斎藤道三に追われて嫡流は衰退。土岐氏の支流のひとつ明智氏出身の土岐定政が徳川氏の下で大名に出世し、江戸時代には上野国沼田藩3万石の譜代大名として存続し、維新後には子爵家に列した。

## 概要
清和源氏源頼光の7代の孫の光衡が平安時代末期に美濃国土岐郡内に住したことで土岐氏と称したのに始まる。
土岐頼兼や一族の多治見国長らは1324年に正中の変に参加して失敗したが、土岐頼貞が足利尊氏に従って美濃国守護に任じられる。南北朝時代に家紋である桔梗を冠した一族一揆を結んで足利方として活躍し、特に土岐頼康、土岐康行は美濃国・尾張国・伊勢国の3か国守護を兼務して繁栄したが、康行の代に足利義満の討伐を受けて尾張・伊勢守護職を失った。美濃国でも豊嶋斎藤合戦、文明美濃の乱、舟田合戦など家臣団の内部抗争が繰り返され、1552年（天文21年）に土岐頼芸が斎藤道三に追われたことで嫡流は没落した。
土岐氏は美濃国のみならず常陸、上総など関東に点在した他、美濃国内には多治見氏、妻木氏、下石氏、肥田氏、猿子氏、小里氏、明智氏、久々利氏、石谷氏、土井氏、金森氏、蜂屋氏、乾氏、青木氏、原氏、浅野氏、深沢氏、饗庭氏、仙石氏、荻原氏、舟木氏、徳山氏、高山氏、神野氏（土岐頼忠「清水姓や神野姓を使っていた」の現子孫は：神野姓を名乗り、家紋は土岐桔梗ではなく笹竜胆である）など多くの庶流と称する家があり（真偽不明のものも含む）、多くの人物を輩出した。著名な、明智光秀・浅野長矩（浅野内匠頭）などが土岐支流と称していた。
支流のひとつ明智氏の出身である土岐定政が徳川氏に仕えて大名に出世し、江戸時代には上野国沼田藩3万石の譜代大名として存続、明治維新後華族に列し、1869年（明治2年）の版籍奉還で沼田藩知事に転じ、明治4年（1871年）の廃藩置県まで務めた。明治17年（1884年）の華族令の施行に伴い、子爵家に列した。
家紋は水色桔梗紋で、白黒紋でなく彩色紋として知られる。土岐光衡が戦争で桔梗花を兜に挟んで戦ったのを記念して、家紋としたのが始まりである。「土岐桔梗」と呼ばれている。旗紋としては水色地に白抜きの桔梗紋が使われた。ただし、すべての血族が土岐桔梗を使ったとはいえないのが現状である。
現在も地名で、岐阜県土岐市土岐津町や瑞浪市土岐町などゆかりの地名があり、旧土岐郡地域の土岐市、瑞浪市、多治見市の市の花は、桔梗である。

## 美濃土岐氏
摂津源氏の源頼光の子の頼国の子孫が美濃土岐郡に土着。居館（大富館、一日市場館など）を構えて土岐氏を称したのが始まりである。
頼国の子の国房以降、美濃国内における活動が史料上に見られる。土岐氏の祖については系図類により国房、光国、光信、光衡の諸説あってはっきりしないが、光衡を祖とする説が有力である。

### 鎌倉時代
光衝は治承・寿永の乱の時代の人物で、鎌倉幕府の成立にともない源頼朝の御家人になった。江戸時代の書物に光衝が美濃守護に就任したという記述があるが、信憑性は低い。鎌倉時代の美濃の守護は大内惟義、大内惟信、その後は北条氏、宇都宮氏であり、鎌倉時代に土岐氏が守護になったことはない。
承久3年（1221年）の承久の乱では美濃が主戦場となり、京方（後鳥羽上皇方）に「土岐判官代」の名が見え、これを光衝の子の光行とする書物もあるが、光行はこれ以後も幕府の記録の『吾妻鏡』に登場しており、京方の「土岐判官代」は弟の光時と考えられる。
光行の子の光定の時に9代執権北条貞時の娘を妻としており、土岐氏が幕府において有力な地位にあったことが分かる。嘉元3年（1305年）、光定の子の定親（蜂屋氏）は連署北条時村襲撃事件（嘉元の乱）に関与して処刑されている。兄弟の頼貞に累は及ばなかったようで、頼貞の系統が土岐氏の嫡流となる。
鎌倉時代には土岐氏は庶流を美濃国内に多く土着させて、家紋にちなんだ「桔梗一揆」と呼ばれる強力な武士団を形成していた。

### 南北朝時代
正中元年（1324年）に起きた後醍醐天皇の最初の討幕計画である正中の変において『太平記』では頼貞が計画に加担し、陰謀を察知した幕府軍に討たれる話になっている。しかしながら、頼貞はその後の戦乱で活躍しており、記録に混乱があるが、土岐氏の一族がこの計画に関与したのは確かである。
元弘元年（1331年）足利尊氏と新田義貞らの挙兵によって鎌倉幕府が滅亡した時（元弘の乱）には頼貞は尊氏に味方し、その後の南北朝の争乱でも尊氏とともに転戦して戦功をあげ、美濃守護に任じられた。美濃に強い地盤を持つ土岐氏は足利将軍家を支える有力な武士団となっていた。
頼貞から守護職を継いだのは、勇猛な武将でバサラ大名としても知られる頼遠である。頼遠は平安時代からの発祥の地であった、それまでの土岐郡から厚見郡に新築した長森城へと本拠を移転している。その他、合戦では目覚しい働きを示していたが、驕慢な振る舞いが限度を超えて、康永元年（1342年）光厳上皇への狼藉事件を起こして処刑されてしまう。
美濃守護職は頼康（頼貞の孫。頼遠の甥）が継ぐと、合戦では尊氏・義詮父子に味方し、度々戦功を挙げた。本領美濃の他にも、尾張と伊勢の守護職を兼任する大大名となり、最盛期を迎えた。その上、評定衆にも加えられた頼康は、幕府創業以来の宿老として重きを置かれた。
なお、土岐氏は「御一家の次、諸家の頭」（『家中竹馬記』・『土岐家聞書』）、すなわち足利氏の一門（細川・斯波・畠山・一色・山名氏など）には上位を譲るものの、それ以外の諸大名の中では筆頭であると自負していた。
美濃国内においては、叔父が新築した長森城が手狭であるとして、同じ厚見郡内に川手城を築いた。以降、川手城は室町期を通して13代守護頼芸に至るまで、土岐宗家の居城となった。

### 室町時代
嘉慶元年（1387年）頼康が死去すると、養嗣子に迎えた甥の康行が惣領を継ぐ。ところが、3代将軍義満の治世では将軍の権力強化の煽りを受けて、勢力削減の対象となった守護大名家が出てきた。足利氏の一門である今川氏でさえ、これまで大功のあった今川了俊が処罰され、勢力を弱められている。
だが、土岐氏への処断は今川氏よりも早かった。康行は総領でありながら美濃と伊勢の2か国のみの領有しか許されず、残る尾張は満貞（康行の実弟）に分与されてしまう。この処置に不満な康行は挙兵に追い込まれて、幕府軍の討伐を受けて没落した（土岐康行の乱）。美濃守護職は頼忠（頼康の弟。康行の叔父）に与えられたが、土岐氏の伊勢守護職は認められずに仁木氏へ移った。以後、土岐氏の惣領は、頼忠の系統（土岐西池田氏：神野氏）が継ぐことになる。
伊勢を召し上げられた康行は、明徳2年（1391年）の明徳の乱で幕府方として参戦。奮戦が功として認められたため、後に伊勢守護に復帰した。この康行の系統は土岐世保家と呼ばれる。一方、明徳の乱に幕府方として参戦した満貞は、卑怯な振る舞いがあったとして尾張守護を解任され没落。尾張守護は斯波氏に継承された。土岐氏の勢力は義満の目論見によって、尾張守護職を失った上に2家に分けられて大きく削がれることとなった。
しかしながら、美濃の守護職を継いだ頼益（頼忠の子）は、優れた武将で合戦でたびたび戦功があり、「幕府七頭」の一家として評定衆に列し、侍所別当として幕閣の重鎮となった。
かつての土岐康行の乱では土岐氏庶流の多くが康行に付随したため、新たに美濃守護となった頼忠の土岐西池田氏は外様の国人である富島氏と斎藤氏を守護代として重用する。その後、頼益の子持益の頃に富島氏と斎藤氏の争いが美濃全土を巻き込む内乱に発展した（美濃錯乱）。最終的に勝利した斎藤氏が、守護代を単独で継承して美濃の実権を握るようになった一方、持益は隠居させられ、斎藤利永が擁立する庶流の成頼が守護になった。
応仁元年（1467年）に応仁の乱が起きると成頼は西軍に加わった。この乱では利永の弟斎藤妙椿が活躍、美濃の東軍方（富島氏）を駆逐し、更に公家の荘園や国衙領を盛んに押領して国内を制圧。尾張、伊勢、近江、飛騨まで勢力を伸ばして、妙椿は西軍の重鎮に数えられるようになる。斎藤妙椿は越前の朝倉孝景と共にこの時代に守護代が守護の力を凌いだ事例（下克上）として有名である。
応仁の乱後、成頼は西軍の足利義視・義材父子を革手城に11年間受け入れており、長享3年（1489年）に第9代将軍足利義尚が近江にて病死すると足利義材が第10代将軍に就任した。成頼は足利義尚の六角氏討伐には加わらなかったが足利義材の六角氏討伐には加わっている（長享・延徳の乱）。

### 戦国時代
文明12年（1480年）に妙椿が死去すると、2人の甥・斎藤妙純と斎藤利藤兄弟が争い（文明美濃の乱）、明応4年（1495年）、成頼は嫡子の政房を廃嫡して末子の元頼を跡継ぎにしようとし、利藤と守護代の家宰石丸利光、近江の六角氏が同調したため戦が起こり、政房と妙純が近江の京極氏、尾張の織田氏、越前の朝倉氏の支援を得て勝利し成頼は隠居、元頼は自刃した（船田合戦）。
明応5年12月（1497年1月）に妙純が六角氏討伐のための近江出兵中に戦死すると、政房は革手城から福光御構に守護所を移し政房は嫡男頼武を差し置いて次男頼芸を跡継ぎに推し、再び跡目争いが起きた。この争いは朝倉氏の加勢を得た頼武が永正16年（1519年）に勝利し守護に就任した。
しかし斎藤氏庶流の長井長弘とその家臣の松波庄五郎が頭角を現すと、享禄3年（1530年）には頼武を越前に追放して頼芸を守護として仰いだ。その後、松波庄五郎の子の長井規秀が斎藤家の名跡を継ぎ、斎藤利政はその後出家して「道三」を名乗った（斎藤道三）。操り人形に過ぎなくなった頼芸は天文21年（1552年）頃に追放され、美濃土岐氏は没落した。その後、道三の息子である義龍は「頼芸の落胤」と称して父・道三を討って斎藤家の家督を奪うが、間もなくその主張を撤回して「一色氏」を称した。
なお、頼芸の弟の治頼は分流の常陸江戸崎土岐氏を継いでおり、美濃を追われた頼芸は一時江戸崎（現在の茨城県稲敷市）に身を寄せている（このとき土岐氏の嫡流を譲ったとされるが、江戸崎土岐氏もまた豊臣秀吉の小田原征伐に際し領地を失い滅亡した）。更に頼芸は上総万喜城（現在の千葉県いすみ市）のこちらも分流である土岐為頼を頼った（上総の土岐氏も小田原征伐に際し領地を失い滅亡した）。

### 江戸時代
頼芸は天正10年（1582年）まで生きて天寿を全うし、その子・頼次と頼元は旗本として幕府に仕えた。大名としての所領は与えられなかったが、名族として遇され高家旗本となっている。
また、同じく頼芸の子頼忠は、豊臣秀吉高家衆、その子一圭は豊臣秀頼高家衆として大坂に仕えた。大坂落城後は、徳川頼宣に仕え、廃藩置県まで紀州藩士として続いた。
治頼の子孫は紀州徳川家に仕え、徳川吉宗が将軍職を継いだ時に幕臣となった。

### 御所の変遷
- 大富館（土岐郡）
- 一日市場館（土岐郡）
- 長森城（厚見郡）
- 革手城（厚見郡）
- 福光御構（方県郡）
- 革手城
- 大桑城（山県郡）
- 枝広館（方県郡）
- 稲葉山城（厚見郡）
- 大桑城

## 土岐世保家
明徳元年（1390年）の土岐氏惣領は、土岐康行の乱を起こすも将軍義満の追討を受けて没落。
その当事者である康行は後に帰参を許され、応永7年（1400年）に「伊勢北半国守護」に再任された。しかし、主流の美濃守護職は頼忠の家系（西池田家）に奪われたために、康行の家系は世保家と称して、伊勢守護職を断続的に継承することになる。『看聞日記』には世保家が「土岐氏惣領」と記されており、世保家こそが本来の土岐氏嫡流と見られていたようだ。谷口研語法政大学兼任講師は土岐氏一族の多くは世保家に従っていたであろうと述べている。
応永25年（1418年）、世保系3代当主の持頼は足利義嗣の謀反に加担したとして所領の一部を没収されている。この時に伊勢守護職を奪われたという説もある。さらに応永31年（1424年）、持頼は上皇の女官と密通したと咎められ、幕府の追討を受けた。後に罪を赦され、正長元年（1428年）に伊勢守護に復帰した。持頼は北畠満雅の蜂起（後南朝）の鎮圧に成功している。ただ、伊勢は国司北畠氏の勢力が強く、その後もしばしば反乱が起き、世保家は統治に苦労している。
永享12年（1440年）、持頼は将軍独裁を進める足利義教の命により大和出陣中に殺害された。伊勢北半国守護は一色氏に移る。
応仁の乱が起こると美濃土岐氏が西軍に属したのに対して、持頼の子の政康は東軍に属している。また、伊勢北半国守護の一色義直が西軍であったことも政康が東軍に属した理由である。政康は東軍によって伊勢北半国守護に任じられ、伊勢の支配を巡って北畠教具と戦っている。また、政康は東軍に与した美濃の有力国人の富島氏に協力して美濃土岐氏とも戦っていた形跡がある。
応仁の乱の末期に南北伊勢守護職は一色氏、次いで北畠氏に与えられた。戦国時代末期まで北畠氏が伊勢守護となる。

## 常陸土岐氏
土岐光定の六男土岐定親の子、師親が美濃国恵那郡遠山荘の原郷に居住し原氏を称したことから「土岐原氏（とき・はらし）」とも呼ばれている。南北朝期に原秀成が山内上杉家の惣政所職となり、常陸国に下って信太荘の管理を行った。後に東条荘、伊南荘に領域を広げ江戸崎土岐氏、竜ヶ崎土岐氏の二氏に分かれ栄えた。後に江戸崎土岐氏がこれを統一し、宗家より当主として土岐治頼を迎えた。周辺の同じ様な小勢力と抗争を繰り返し、勢力を拡大してきた後北条氏に服属した。同じ頃、江戸崎城の土岐治綱と竜ヶ崎城の土岐胤倫との兄弟の不和対立が顕在化していたが、豊臣秀吉による小田原征伐において北条氏が滅びると共に両者とも勢力を失った。竜ヶ崎城主であった胤倫は子の頼房や重臣と共に城を脱出して諸国を流浪し、慶長4年（1599年）に胤倫は没したといわれている。頼房はその後徳川家康に拝謁し、駿河国内で知行を与えられ、名字を母方の「豊島」に改めた。徳川頼宣に配され紀州徳川家の家臣となり、大坂の陣にて活躍した。後に土岐朝治の代に、紀州徳川家から江戸幕府将軍となった徳川吉宗に幕臣として召し出され、土岐氏に復姓し幕府旗本となる。
傍流には、甲斐国武田氏に仕え陣馬奉行として活躍した原昌俊・昌胤父子や、織田信長や豊臣秀吉に仕えた原長頼などがいる。
- 土岐朝旨 - 徳川家慶、家斉に仕え、御側御用取次を勤めた。6百石から加増を重ねて7千石となる。
- 土岐頼旨 - 土岐朝旨の子として生まれ、沼田藩土岐氏の分家の旗本家に婿養子に入る。官位は丹波守、禄高7千石。書院番頭、勘定奉行、下田奉行、浦賀奉行、大目付、大番頭を経て、嘉永5年（1852年）に旗本最高職である留守居に就任。講武所の総裁、日米修好通商条約の交渉に当たった。安政の大獄で失脚。
- 土岐朝利 - 一橋徳川家家老（一橋治済、一橋斉礼）

## 上総土岐氏
万喜城に拠ったため万喜土岐氏とも呼ばれる。上杉氏の惣政所職として常陸に下った土岐原秀成は伊南荘を時政に任せ万喜城城主とした。原頼元は宗家より9代守護土岐政房の弟、土岐頼房を迎えた。頼房の孫、土岐為頼は、房総の覇権をめぐって里見氏と後北条氏とが対立するなかでたくみに身を処し勢力を維持したが、為頼の死後、土岐頼春（義成）の代に小田原征伐が勃発、頼春（義成）は後北条氏方に与したために滅亡し城は消滅した。
土岐頼春から大垣藩万喜氏、畑中氏、茂木氏、太海氏が立家した。

## 明智土岐氏
初代美濃守護である土岐頼貞の九男長山頼基の子明智頼重を祖とするという。戦国時代に存在したとされる明智定明は、内紛により弟の定衡によって殺害された。なお、明智光秀の祖父ともされる頼典（光継ともいう）は、定明の父である頼明の兄となるという。
定明の子定政は母方の祖父である菅沼定広を頼って三河設楽郡へ落ち延び、そこで成長したとし、当初、奥平氏に再嫁する母とは生き別れたため、母方の叔父の養嗣子として菅沼藤蔵と名乗り、家康に仕える機会を得た。定政は、徳川が関東に移封された際、下総の守谷で1万石を与えられ、明智姓に復して定政と名乗った。その後、秀吉の勧めを受けて土岐姓に復し、土岐定政と改称し、明智土岐氏の祖となった。定政の孫頼行からは、美濃土岐氏の通字の「頼」を諱に使用している。
江戸時代には以下の転封・減封・加増などを経て上野沼田藩3万5000石として明治維新を迎えた。
- 下総守谷藩 1万石。
- 摂津高槻藩 2万石。
- 下総守谷藩 1万石。（藩主・頼行幼少のために、減石され再封）
- 出羽上山藩 2.5万石。（頼行、成長により知行回復）
- 越前野岡藩 3.5万石。（ただし、摂津・河内国内の飛び地を含む。頼殷の大坂城代就任に伴う移封）
- 駿河田中藩 3.5万石。
- 上野沼田藩 3.5万石。

### 土岐子爵家

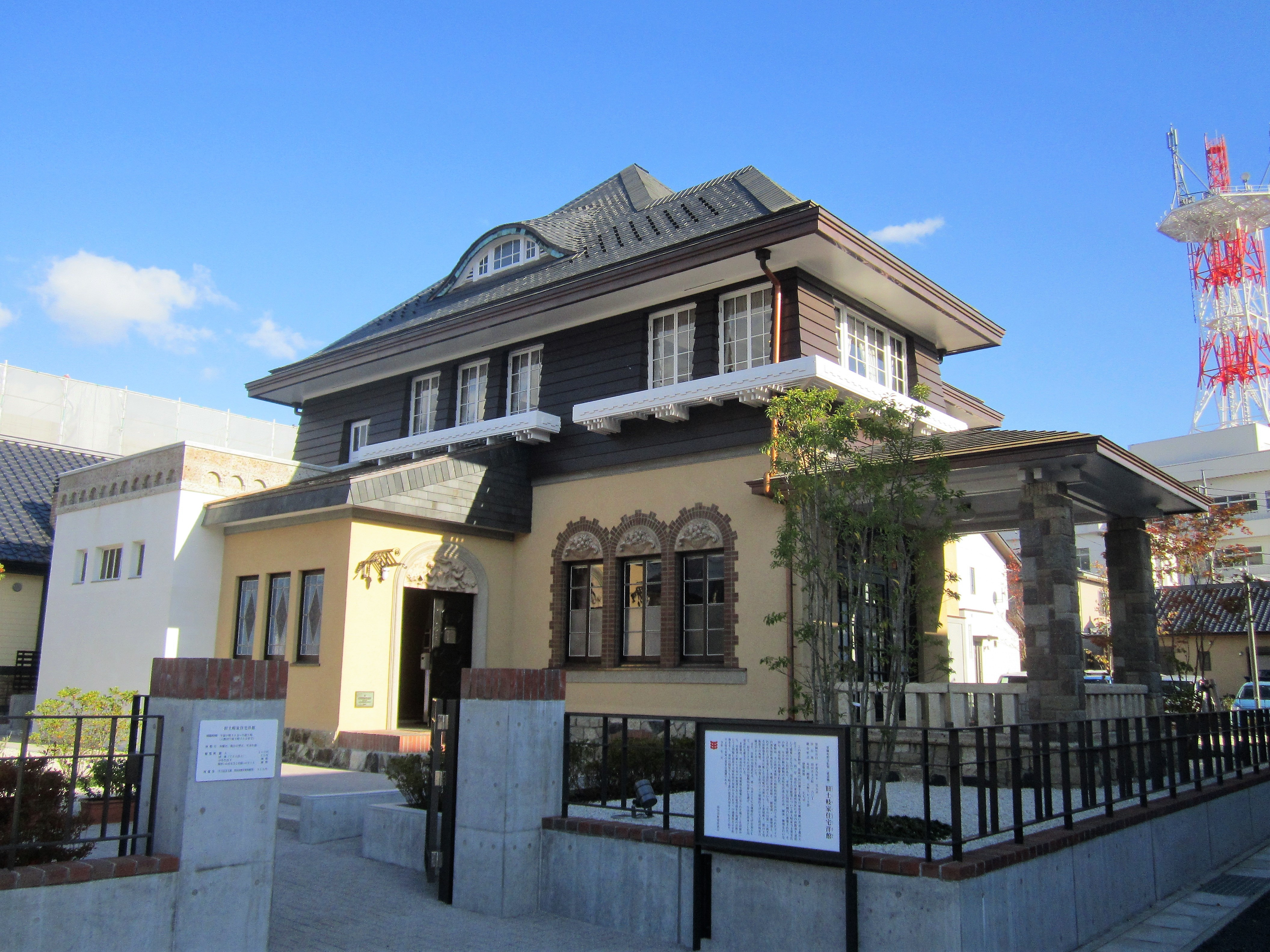
東京市渋谷区にあった土岐子爵家邸宅（現在は群馬県沼田市上之町に移築され、旧土岐家住宅洋館として公開されている）

幕末維新期の沼田藩主土岐頼知は、戊辰戦争で官軍に加わって戦功を上げた。1869年（明治2年）6月の版籍奉還で沼田藩知事に転じるとともに華族に列し、明治4年（1871年）の廃藩置県まで務めた。明治17年（1884年）の華族令の施行に伴い、旧小藩知事として子爵家に列している。
3代子爵土岐章は、貴族院の子爵議員に当選し、犬養内閣の陸軍参与官、斎藤内閣と岡田内閣の陸軍政務次官などを歴任した。
昭和前期に土岐子爵家の邸宅は東京市渋谷区永住町にあった。この住居は大正13年に土岐章子爵が東京市渋谷区永住町に建設したドイツ郊外別荘風住宅である。平成2年に土岐家に所縁がある群馬県沼田市が取得し、現在は同市上之町に移築され、旧土岐家住宅洋館として一般公開されている。登録有形文化財となっている。

## 旗本・高家・御家人の土岐氏
- 土岐鎗吉家
- 美濃国本巣郡中野村の内	73石8斗4升003・小弾正村の内	93石2斗0升9合999・更屋敷村の内　107石9斗4升5合999
- 美濃国中島郡江吉良村の内　25石0斗3升0合001
- 土岐左京太夫家
- 美濃国中島郡沖村の内　84石5斗6升4合003
- 美濃国本巣郡中野村の内	21石2斗9升1合000・小弾正村の内	94石1斗4升4合997
- 河内国古市郡西浦村の内	501石2斗4升2合004
- 土岐九十郎家
- 相模国大住郡見附島村の内　148石4斗6升9合315・上落合村の内　2石6斗4升4合・下落合村の内　70石8斗4升2合003
- 土岐主税家
- 武蔵国埼玉郡下手子林村の内	182石2斗1升4合584・小松村の内　30石2斗3升5合001・下日野手新田の内	175石0斗5升0合995
- 土岐豊前守家
- 武蔵国埼玉郡三ヶ村の内	47石9斗9升4合999
- 土岐金三郎家
- 武蔵国多摩郡大門村　312石1斗8升3合990・今寺村の内　191石8斗3升7合997・木ノ下村	98石1斗6升7合999・西分村の内　184石4斗3升4合006
- 土岐又之丞家
- 武蔵国多摩郡吹上村の内　141石4斗9升2合996
- 土岐久之丞家
- 武蔵国多摩郡大神村の内　152石1斗4升0合594
- 上総国埴生郡立木村の内	300石
- 下総国葛飾郡下吉妻村の内　94石0斗4升2合999・上吉妻村の内　126石9斗5升4合002
- 伊豆国君沢郡青木村　196石2斗6升4合008・新谷村の内	70石5斗5升6合
- 土岐左近家
- 伊豆国君沢郡熊坂村の内	62石6斗2升8合201
- 下総国葛飾郡東宝珠花村の内	51石1斗6升4合001・平井村の内　51石2斗4升8合001
- 土岐大隅守家
- 下総国豊田郡古沢村の内	118石2斗0升1合103・東野原村の内　3石6斗2升8合・福崎村の内　58石0斗9升7合
- 土岐主膳家
- 下総国相馬郡杉下村の内	258石1斗1升0合992・小文間村の内	551石9斗7升2合046
- 旗本・土岐藤兵衛家
- 下総国香取郡郡村の内　142石7斗8升1合403・大戸村の内　212石4斗8合1升995・谷中村の内	72石0斗3升8合002・丁子村の内　64石8斗8升8合496
- 土岐源左衛門家
- 上総国山辺郡餅木村の内	201石1斗7升9合993
- 高家・土岐兵庫家
- 上総国周淮郡外簔輪村の内　317石3斗8升4合033
- 下野国都賀郡沼和田村の内 1019石8斗9升0合015・真弓村の内　210石6斗6升4合993・柏木村　86石・豊後新田村　90石8斗3升3合・茂呂宿村　293石0斗4升9合011・中居村　141石7斗3升3合002
- 下野国安蘇郡古江村の内	470石3斗4升1合492

## 土岐氏関連寺院
- 永保寺 (多治見市)
- 長福寺 (多治見市)
- 永松寺(土岐市)
- 定林寺 (土岐市)
- 開元院(瑞浪市)
- 長保寺 (可児市)
- 大仙寺(岐阜県八百津町)
- 龍安寺 (美濃加茂市)
- 瑞林寺 (美濃加茂市)
- 龍門寺 (岐阜県七宗町)
- 東香寺 (岐阜県富加町)
- 大安寺 (各務原市)
- 承国寺(各務原市)
- 南泉寺 (山県市)
- 弘誓寺 (山県市)
- 瑞應寺 (岐阜県笠松町)
- 法雲寺 (岐阜県揖斐川町)
- 大興寺 (岐阜県揖斐川町)
- 瑞巌寺 (岐阜県揖斐川町)